# Пухов (Словаччина)
Пухов (словац. Púchov, нім. Puchau, угор. Puhó) — промислове місто в північно-західній Словаччині на річці Ваг, розташований між гірськими масивами Білі Карпати і Сулевске Врхи. Населення близько 19 тис. чоловік.

## Символіка міста

### Герб
На гербі на синьому тлі зображена свята Маргарита в ореолі, що височіє над драконом. У руках свята тримає золоту оливкову гілку та золотий меч.

### Прапор
Прапор міста має співвідношення сторін 2: 3 і закінчується ластівчиним хвостом (трикутним вирізом). Кольори прапора відповідають кольорам міського герба: (золотий) жовтий, (срібний) білий, синій.
Прапор зареєстрований в геральдичному реєстрі Словацької Республіки, том III, сторінка 136, Міністерство Внутрішніх Справ Словацької Республіки та Матиця Словацька (культурно-просвітницька словацька організація), 2003 рік

## Історія
Пухов був вперше згаданий в 1243 у в листі короля Бели IV. У середні віки місто славилось своїми ткачами. На початку XX століття тут з'являються нові заводи — «Макіта» і «Матадор», які й зараз є домінуючими в місті.

## Населення
| Рік:            | 1994.  | 2004.   | 2014.   | 2024.   |
| --------------- | ------ | ------- | ------- | ------- |
| Кількість осіб: | 18 913 | 18 675  | 18 036  | 16 781  |
| Різниця:        |        | -1,25 % | -3,42 % | -6,95 % |

| Рік:            | 2023.  | 2024.   |
| --------------- | ------ | ------- |
| Кількість осіб: | 16 922 | 16 781  |
| Різниця:        |        | -0,83 % |

Етнічний склад
- Словаки — 97,38 %
- Чехи — 1,32 %
- Цигани — 0,22 %
- Поляки — 0,08 %
- Угорці — 0,05 %
- І інші

(За даними 2001 року)
Релігійний склад
- Католики — 71,37 %
- Євангелісти аугсбурзької віри — 13,84 %
- Атеїсти — 11,28 %
- Греко-католики — 0,13 %
- І інші

(За даними 2001 року)

## Промисловість
Пухов відомий виробництвом шин та текстильного одягу.

## Культура

### Театр
Аматорський театр у місті має багату традицію. Перша письмова згадка про діяльність аматорського театру в Пухові відноситься до 1862 року, коли діти грали морально «голоду села». Аматори тут працювали ще з часів Австро-Угорської монархії, після її падіння протягом перших Чехословацької Республіки було золоте століття місцевого театру. З 1945 року в місті працює один з найкращих аматорських театрів Республіки Makyta DS. Перший репертуар був представлений на міжнародному фестивалі в Монако. Станом на 2011 рік в місті шість театрів. DS Homo Ф'юджит, D 121, театр M, DDS — Ochotníček, Ро до 8, DS Vrabce.Divadlo DDS-М і О які належать до авангарду сучасної словацької аматорської сцени.

## Міжнародна співпраця
| Прапор країни | Місто, регіон                  | Країна  | Документ про співпрацю                                                                           | Дата підписання документу |
| ------------- | ------------------------------ | ------- | ------------------------------------------------------------------------------------------------ | ------------------------- |
| Україна       | Біла Церква (Київська область) | Україна | Договір «Про співпрацю і партнерство між містами Біла Церква (Україна) та м. Пухов (Словаччина)» | 11 вересня 2004 р.        |

## Цікаві місця
- Парафіяльний костел
- Пуховський археологічний музей — музей Пуховської археологічної культури.[2][3]

## Географія
Протікає Гоштинський потік.